# Dionigi Strocchi
Dionigi Strocchi (Faenza, 6 gennaio 1762 – Faenza, 15 aprile 1850) è stato un letterato, grecista, latinista, traduttore e insegnante italiano.

## Biografia

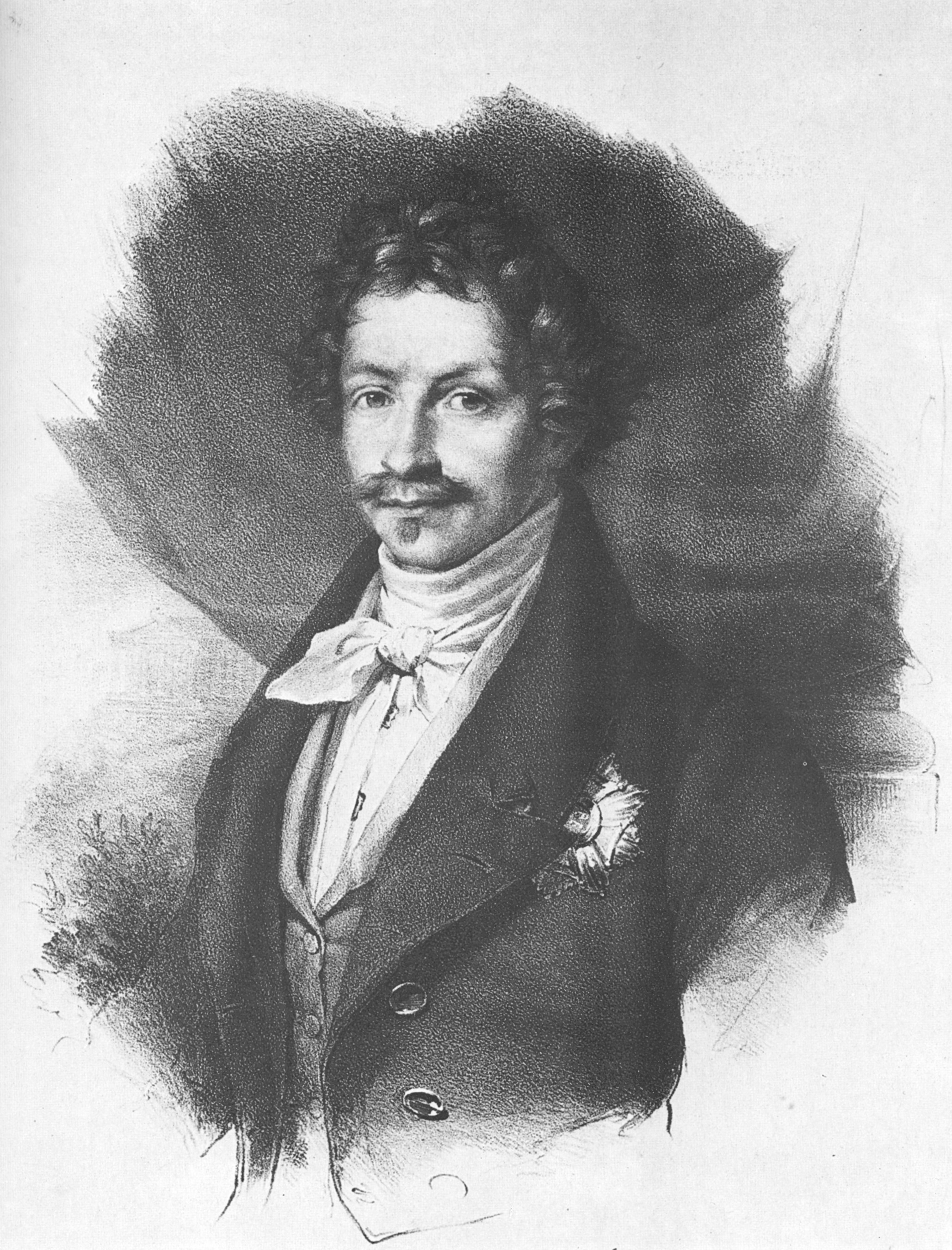
Ludovico I di Baviera, i cui versi furono tradotti da Dionigi Strocchi

Dopo aver studiato in seminario, nel 1783 si trasferì a Roma, ove studiò e si laureò in giurisprudenza, nel 1790 trovò impiego nella Segreteria di lettere latine presso il Sacro Collegio. Tornato a Faenza, alla fine del Settecento aderisce alla Repubblica Cisalpina e al successivo Regno Italico napoleonico ottenendo importanti incarichi; dal 1806 al 1809 è rettore e insegnante di eloquenza del Liceo di Faenza.
Con la caduta di Bonaparte e il ritorno dello Stato Pontificio, Strocchi si rifugiò a San Marino e per un breve periodo fu imprigionato a Bologna. Si adeguò poi alla Restaurazione e tornò ad esercitare l'insegnamento nel Ginnasio di Faenza e poi nel Collegio dei Nobili di Ravenna. Nel 1842, ottantenne, ritornò nella città natale in cui trascorse gli ultimi anni di vita. Nel 1846, in occasione dell'elezione al soglio pontificio di Pio IX, compose un inno L'anno successivo, 1848, due anni prima della morte, lo stesso papa Mastai lo nominò senatore.
Amico di Vincenzo Monti, Ugo Foscolo, Paolo Costa, Giovanni Paradisi e di Ennio Quirino Visconti, fu il fondatore della scuola letteraria neoclassica faentina. 
Ma più che per la propria produzione poetica Dionigi Strocchi ebbe fama ai suoi tempi e l'ha ancor oggi per la sua opera di traduttore e in particolare per la traduzione metrica degli Inni di Callimaco (1805), che Giosuè Carducci definì addirittura più bella dell'originale, delle Georgiche (1831) e delle Buccoliche (1834) di Virgilio.
Fu edita postuma nel 1856 (tranne un saggio nel 1836 e un altro nel 1844) la sua versione delle Poesie di Ludovico I di Baviera.

## Opere
- De vita Alexandri Albani cardinalis, Romæ, in typographeo Paleariniano, 1790.
- Versi del cavaliere Dionigi Strocchi, Bologna, Tipografia Nobili, 1820. (Google libri)
- Poesie e prose italiane e latine del cav. Dionigi Strocchi faentino, 2 voll., Faenza, Montanari e Marabini, 1830. ( Primo e secondo volume in Google Libri)
- Discorsi accademici del cav. Dionigi Strocchi faentino, Ravenna, presso A. Roveri e figli, 1836.
- Elogi e discorsi accademici del cavaliere Dionigi Strocchi faentino, Parma, Pietro Fiaccadori, 1840. (Google Libri)
- Raccolta di versi in vario metro italiani e latino del ch. cav. Dionigi Strocchi, Ravenna, Tipografia del ven. Seminario arciv., 1845. (Google Libri)
- Inno a Pio nono, Faenza, per Pietro Conti all'Apollo, 1847.
- Lettere edite e inedite del cavaliere Dionigi Strocchi ed altre inedite a lui scritte da uomini illustri raccolte e annotate a cura di Giovanni Ghinassi, 2 voll., Faenza, Conti, 1868 ( Primo e secondo volume in Google Libri)

## Traduzioni
- Inni a Venere tradotti dal greco dall'abate Dionigi Strocchi, Firenze, per Gaetano Cambiagi stampatore reale, 1790.
- Callimaco, Inni recati in rima da Dionigi Strocchi faentino, Milano, dalla tipografia di Francesco Sonzogno di Gio. Batt. stampatore librajo, 1805.
- Virgilio, Le Georgiche volgarizzate da Dionigi Strocchi, Prato, presso i fratelli Giachetti, 1831.
- Virgilio, La prima egloga volgarizzata dal cav. Dionigi Strocchi, Milano. Tipografia Fontana, 1832.
- Virgilio, Le Buccoliche volgarizzate da Dionigi Strocchi, Pesaro, pei tipi di Annesio Nobili, 1834.
- Poesie greche e latine volgarizzate dal cavaliere Dionigi Strocchi faentino, Faenza, Conti, 1843 (Google Libri); Nuova edizione, Torino, Res, 1995. ISBN 88-85323-17-0.
- Ludovico I di Baviera, Poesie di S. M. re di Baviera recate in metro italiano dal cavaliere Dionigi Strocchi, Faenza, presso Pietro Conti all'Apollo, 1836 (saggio di traduzione).
- Ludovico I di Baviera, Poesie di S. M. Lodovico re di Baviera recate in metro italiano dal cavaliere Dionigi Strocchi, Fano, Tip. Lana, 1844 (saggio di traduzione).
- Ludovico I di Baviera, Poesie di Lodovico re di Baviera recate in versi italiani dal cav. Dionigi Strocchi, ora per la prima volta date in luce per cura di Giovanni Ghinassi, Prato, per Ranieri Guasti, 1856 (edizione originale postuma della traduzione completa).